# Реакция Меншуткина
Реа́кция Меншу́ткина — алкилирование третичных аминов алкилгалогенидами с образованием четвертичных аммониевых солей. Реакция была открыта Н. А. Меншуткиным в 1890 году.
Реакцию обычно проводят в полярных растворителях, например ацетонитриле. Скорость реакции зависит от природы заместителей на азоте (например, трифениламин не алкилируется) и галогена. Скорость реакции уменьшается с увеличением объёма заместителей СН3 > С2Н5 > высшие нормальные радикалы > изо-С3Н7 и в ряду I > Вr > Cl > F. 
В качестве алкилирующего агента в реакции Меншуткина могут также выступать и активированные электронакцепторными заместителями галогенарены, например, 2,4-динитрохлорбензол.
Реакция Меншуткина является реакцией нуклеофильного замещения и с алкилгалогенидами протекает по классическому SN2 механизму, с арилгалогенидами - по механизмуSNAr.